# International Democratic Education Conference
Die International Democratic Education Conference (kurz: IDEC) ist eine jährlich stattfindende internationale Konferenz zum Thema Demokratische Bildung. Sie wird jedes Jahr in einem anderen Land von einer Demokratischen Schule oder Organisation aus dem Bereich Demokratische Bildung ausgerichtet.
Zu den Teilnehmern der IDEC gehören Mitarbeiter und insbesondere auch Schüler Demokratischer Schulen, Vertreter von Organisationen, Forscher, Autoren sowie sonstige Interessierte.
Ziel der IDEC ist zum einen, Demokratischen Schulen ein Forum zu bieten, in dem sie sich untereinander austauschen und sich bei Problemen gegenseitig unterstützen können. Zum anderen soll die IDEC die Idee der Demokratischen Bildung fördern und in der Öffentlichkeit bekannter machen.
Auf der IDEC 2002 in Neuseeland wurde folgendes Selbstverständnis formuliert:
„Die unterschiedlichen an Demokratischer Bildung Beteiligten sind darin geeint, den Geist der Allgemeinen Erklärung der Menschenrechte und der Konvention über die Rechte des Kindes hochzuhalten und diesen als die vorrangige Grundlage für die alltägliche Praxis in allen Lernumgebungen zu verwirklichen.“
2005 einigten sich die Teilnehmer in Berlin auf folgende Resolution:
„Wir glauben, dass – wo immer es um Bildung geht – junge Menschen das Recht haben,
- individuell zu entscheiden, was, wie, wo, wann und mit wem sie lernen,
- gleichberechtigt an Entscheidungen darüber beteiligt zu sein, wie ihre Organisationen – insbesondere ihre Schulen – geführt werden, ob Regeln und Sanktionen nötig sind und gegebenenfalls welche.“

## Geschichte
1992 gewann die erste Democratic School of Hadera in Israel den Bildungspreis des Präsidenten, der in Israel als prestigereichster Preis im Bereich Bildung gilt. Vertreter der Democratic School of Hadera und anderer demokratischer Schulen wurden daraufhin 1993 nach Jerusalem zu einer Konferenz mit dem Titel „Education for Democracy in a Multicultural Society“ eingeladen. Die Schüler und Lehrer der demokratischen Schulen waren von dieser Konferenz enttäuscht, weil sie fast keine Möglichkeit hatten, etwas zu der Konferenz beizutragen. Daher organisierten sie im Anschluss in der Democratic School of Hadera eine eigene zweitägige Konferenz. Die Teilnehmer fanden die Konferenz so anregend, dass sie sich darauf verständigten, sich jedes Jahr zu treffen.
| International Democratic Education Conference | International Democratic Education Conference | International Democratic Education Conference | International Democratic Education Conference |
| Jahr                                          | Gastgeberschule | Ort und Besonderes | Teilnehmende Länder |
| --------------------------------------------- | --- | --- | --- |
| 1993                                          | Democratic School of Hadera | Chadera, Israel | Österreich, Israel, UK, USA |
| 1994                                          | Sands School | Ashburton, England | Österreich, Israel, UK |
| 1995                                          | SchülerInnenschule & Werkcollege im WUK | 1995 war die SchülerInnenschule im WUK in Wien Gastgeber der Konferenz. | Österreich, Deutschland, Ungarn, Israel, Norway, UK, USA |
| 1996                                          | Democratic School of Hadera | Israel | Australien, Österreich, Kanada, Dänemark, Frankreich, Deutschland, Ungarn, Israel, Palästina, Ukraine, UK, USA |
| 1997                                          | Sands School | Bei diesem Treffen wurde der Name „Hadera Conference“ in „International Democratic Education Conference“ abgeändert. | Österreich, Frankreich, Deutschland, Israel, Japan, Palästina, Turkey, Neuseeland, Ukraine, UK, USA |
| 1998                                          | Stork Family School | Winnyzja, Ukraine | Deutschland, Israel, Japan, Neuseeland, Polen, Russland, UK, Ukraine, USA |
| 1999                                          | Summerhill | Leiston, Suffolk. 1999 wurde die IDEC in der Summerhill School in England organisiert, um die damals von Schließung durch das Bildungsministerium bedrohte Schule zu unterstützen. | Österreich, Belgien, Kanada, Frankreich, Deutschland, Griechenland, Japan, Israel, Niederlande, Neuseeland, Palästina, Polen, UK, US |
| 2000                                          | Tokyo Shure | Tokio, Japan. Die IDEC 2000 war mit rund 1000 Teilnehmern die bisher größte. Sie wurde wesentlich von Schülern mitorganisiert. | Australien, China, Deutschland, Guatemala, Ungarn, Indien, Israel, Japan, Korea, Neuseeland, Palästina, Philippinen, Polen, Russland, Thailand, UK, Ukraine, USA |
| 2001                                          | Institute of Democratic Education | Im Jahr 2001 sollte die IDEC in Israel und Palästina stattfinden. Aufgrund des Ausbruchs der zweiten Intifada fand nur ein eher regional ausgerichtetes Treffen statt, woran hauptsächlich Israelis, Palästinenser und Deutsche teilnahmen. | Deutschland, Israel, Palästina |
| 2002                                          | Tamariki School | DieTamariki School in Christchurch, Neuseeland, ist die älteste freie Schule im Land (seit 1966). Tamariki bedeutet in der Maori-Sprache junge Kinder. | Australien, Deutschland, Indien, Israel, Japan, Korea, Nepal, UK, USA |
| 2003                                          | Albany Free School, Alternative Education Resource Organization                                                                                     | 2003 fand die IDEC zum ersten Mal in den USA statt, ausgerichtet von der Albany Free School und der Alternative Education Resource Organization in Troy im Bundesstaat New York. Es nahmen rund 450 Teilnehmer aus 25 Ländern und von 85 Schulen teil. | Australien, Brasilien, Kanada, China, Frankreich, Deutschland, Guatemala, Ungarn, Indien, Israel, Japan, Nepal, Niederlande, Neuseeland, Palästina, Polen, Russland, Südafrika, Schweiz, Taiwan, Thailand, UK, Ukraine, USA                                            |
| 2004                                          | SchoolScape | Bhubaneshwar, Indien | Australien, Belgien, Brasilien, Kroatien, Frankreich, Deutschland, Ungarn, Indien, Israel, Japan, Korea, Nepal, Neuseeland, Südafrika, Thailand, UK, USA |
| 2005                                          | K.R.Ä.T.Z.Ä. | FEZ, Berlin, die IDEC 2005 fand vom 30. Juli bis 7. August 2005 statt. Sie wurde unter anderem vom Kinderrechtsprojekt K.R.Ä.T.Z.Ä. und der Schule für Erwachsenenbildung organisiert. Es kamen 200 Teilnehmer aus 28 Staaten. Um die Idee Demokratischer Schulen in die Gesellschaft zu tragen, war die Konferenz am 4. und 5. August in der Humboldt-Universität zu Berlin für die Öffentlichkeit zugänglich. Mehr als 200 weitere Lehrer, Schüler, Politiker, Fachleute und Journalisten konnten Vorträge hören und mit Vertretern Demokratischer Schulen ins Gespräch kommen. Die Konferenz wurde von Thomas Krüger, dem Präsidenten der Bundeszentrale für politische Bildung, eröffnet. Grußworte kamen vom Berliner Bildungssenator Klaus Böger. | Australien, Österreich, Belgien, Brasilien, Kanada, Dänemark, Finland, Frankreich, Deutschland, Ungarn, Indien, Israel, Italien, Japan, Korea, Lesotho, Nepal, Niederlande, Neuseeland, Polen, Russland, Serbien, Spanien, Schweiz, Thailand, UK, Ukraine, USA.        |
| 2006                                          | Australasian Association for Progressive and Alternative Education (AAPAE)                                                                          | Sydney, Australien | Australien, Burma/Myanmar, Kanada, Deutschland, Indien, Israel, Japan, Korea, Nepal, Neuseeland, Spanien, Schweiz, Thailand, UK, USA |
| 2007                                          | Institute for Democratic Education (Politeia), World Education Forum, Mogi das Cruzes                                                               | World Education Forum in Mogi das Cruzes, Brasilien | Brasilien, Kanada, Frankreich, Deutschland, Israel, Italien, Japan, Mexico, Portugal, Spanien, Ukraine, USA. |
| 2008                                          | Society for the Advancement of non-coercive Education (SANE), Windsor House School                                                                  | University of British Columbia, Vancouver, Kanada. Eine Nachbildung der Windsor House School auf dem Universitätsgelände bot den Teilnehmern die Gelegenheit, das Leben in Kanadas ältester demokratischer Schule (gegr. von Helen Hughes 1971) zu erfahren | Australien, Brasilien, Kanada, Deutschland, Indien, Israel, Japan, Neuseeland, Palästina, Peru, Russland, Südafrika, Südkorea, UK, USA |
| 2009                                          | People's Solidarity for Alternative Education, Korean Parents's Association for Alternative Education, Seoul Alternative Learning Community Network | Die IDEC 2009 sollte in Seoul, Südkorea stattfinden, wurde aber aufgrund der Schweinegrippe kurzfristig abgesagt. Einige internationale Teilnehmer trafen sich dann im kleinen informellen Rahmen mit den Organisatoren. | Kanada, Deutschland, Israel, Japan, Korea, Taiwan, USA |
| 2010                                          | Institute of Democratic Education | Tel Aviv, Israel | Australien, Österreich, Brasilien, Deutschland, Israel, Japan, Korea, Polen, Niederlande, Neuseeland, Puerto Rico, Türkei, UK, Ukraine, USA |
| 2011                                          | Sands School | 2011 fand die IDEC zusammen mit der EUDEC-Konferenz als IDEC@EUDEC im River Dart Country Park, Devon, England statt. Organisiert wurde die Konferenz hauptsächlich von ehemaligen Schülern der Sands School. | |
| 2012                                          | Nuestra Escuela | Puerto Rico | |
| 2013                                          | The Patchwork School | Colorado, USA | |
| 2014                                          | Byeopssi School | Gwangmyeong, Korea | |
| 2015                                          | Ako-ā-Rongo Trust | Nelson (Neuseeland) | |
| 2016                                          | Kalevankangas Elementary School & Conference House Mikaeli                                                                                          | Mikkeli, Finnland | Australien, Brasilien, Egypt, Finnland, Frankreich, Deutschland, Hong Kong, Indien, Israel, Japan, Litauen, Polen, Puerto Rico, Südkorea, Sri Lanka, Schweden, Niederlande, Taiwan, USA, UK, Südafrika.                                                                |
| 2017                                          | Education Cities Organization Institute of Democratic Education                                                                                     | Hadera, Israel. Sprecher waren unter anderen Sir Ken Robinson und Sugata Mitra. | Australien, Österreich, Brasilien, Bulgarien, Columbien, Estland, Finnland, Deutschland, Hong Kong, Indien, Israel, Japan, Myanmar, Niederlande, Neuseeland, Nepal, Norwegen, Peru, Polen, Puerto Rico, Russland, Südkorea, Spanien, Türkei, Taiwan, Ukraine, USA, UK. |
| 2018                                          | Institute of Democratic Education | Bengaluru, Indien | Indien, Indonesien, Brasilien, Japan, UK, Israel, Südkorea, Ukraine, Nepal, USA + mehr |
| 2019                                          | Institute of Democratic Education | Kiew und Winnyzja, Ukraine | |
| 2020                                          | Sri Aurobindo Yoga Mandir – Sri Matri Aurobindo Vidyalaya                                                                                           | Katmandu, Nepal | |
| 2021                                          | Summerhill School | Online | |
| 2022                                          | Summerhill School, England | UK | |
| 2023                                          | Sri Aurobindo Yoga Mandir | Kathmandu, Nepal | |
| 2024                                          | IDEC Excutive Committee (TDEC) | Taipei und Yilan, Taiwan | |
| 2025                                          | | Belgium | |